# بلاسی‌سور
بلاسی‌سور (نام علمی: Blasisaurus) نام یک سرده از تیره هادروسارید است.